# Eugene Sänger
Eugene Sänger (Preßnitz, 1905. szeptember 22. – Berlin, 1964. február 10.) osztrák űrrepülőgép-tervező mérnök, űrkutató tudós.

## Életút
Alsófokú tanulmányait szülőhelyén, Preßnitz (ma már víztározó mélyén lévő) városában végezte. Középfokú tanulmányainak befejezése után a grazi és bécsi technikai tudományokkal foglalkozó egyetemeken tanult. Ekkor ismerkedett meg a folyékony hajtóanyagú reaktív hajtóművekkel.
1928-42 között az űrutazással kapcsolatos saját elgondolásait eredménnyel valósította meg. Például 1931-től kísérleti módszerekkel  elkezdi a reaktív hajtás virtuális vizsgálatát. Öt év statikai kísérletek adatait matematikai módszerekkel feldolgozza, és számításaival bizonyítja, hogy lehetséges az nagy hatótávolságú, másként orbitális repülés.
1935-től későbbi feleségével, Irene Brendt matematikussal több konferencián és publikációban ismerteti a földi atmoszféra legmagasabban lévő rétegeinek repülőgéppel történő meghódításának lehetséges módját. Legnagyobb érdeme, hogy tulajdonképpen az űrrepülés elméleti előkészítését alapozta meg munkássága során.
Az 1933-36 közötti években számos nemzetközi publikációjával felhívta magára a Luftwaffe figyelmét, és megbízást kapott egy orbitális bombázórepülőgép megtervezésére. A szigorúan titkos kísérleti központ Trauen mellett volt. 1942-ben a háború eszkalációs nehézségei miatt a kivitelezés elmaradt. A háború után francia területen lévő űrkutatóbázison dolgozott. 1953-ban a fotonhajtómű elgondolását fel tudta vázolni. 1957-től Stuttgartban dolgozott, majd a berlini Műszaki Egyetemen létrehozta az űrkutatási tanszéket.
Emlékezetét a Münster (Észak-Rajna-Vesztfália) vonzáskörzetéhez tartozó Trauen őrzi Eugen-Sänger-Straße sétány néven, valamint Trauen honlapja.

## Ezüstmadár
Az "Ezüstmadár" fantázianevű repülőgép képességei szerint óriás bombaterhével elérte volna más földrészek (kimondottan Amerika, New York és Washington városait) nagy városait. Alkalmas lett volna nagyvárosok elpusztítására, a hátország morális zaklatására. Célkitűzés szerint a hajtómű 8 perces maximális üzemideje alatt a szerkezet eléri a 22 000 km/h sebességet és az "Ezüstmadár" 145 km-re emelkedik ez idő alatt. Matematikai modellek segítségével a repülőeszköz csúcsmagassága 280 km volt.

### Felépítése és indítása
A repülőeszköz alapvető méretei a következők voltak:
- hossza 28 méter

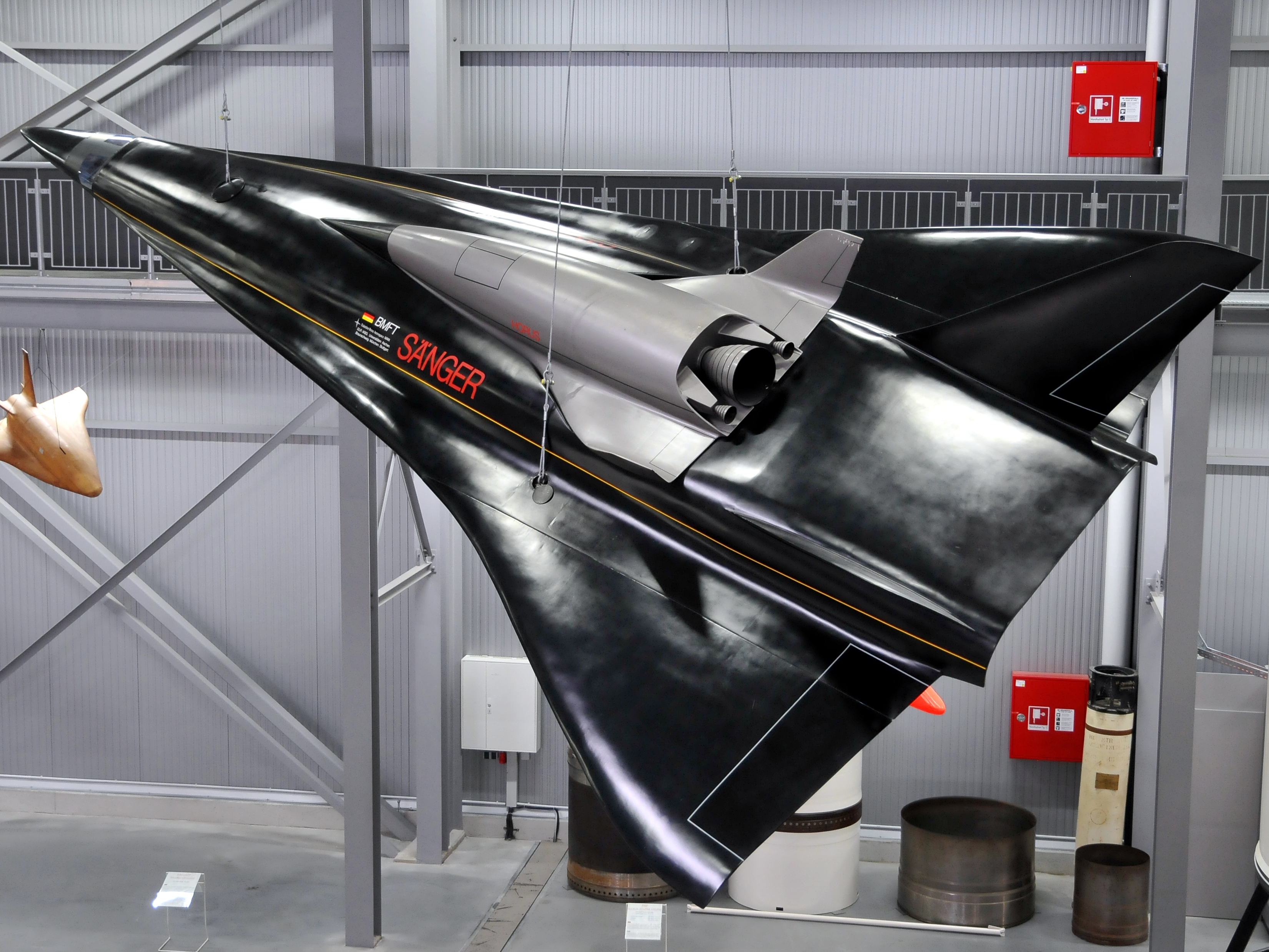
Modell des Sänger Raumtransporters - Sänger űrszállítója modellje (a hordozórakéták nélkül)

- nyilazott szárnyak fesztávolsága 15 méter (ez hatalmasnak számított a szokásos bombázókhoz képest)

- össztömege: 100 tonna

- teherbírás: 10 tonna tömegű bomba

- alapanyag: fém és különleges fém, panoráma üvegfelület a pilótafülkén

- pilótafülke: kettős személyzet, valamint vészhelyzet esetére katapultálási lehetőség

- 15 részelemből épült fel a szerkezet

az aerodinamikai orr-rész három részből állt
a pilótafülke után a sárkánytest elemeinek kettős hengerből kialakított részei következtek
a repülésvezérlés a felső részben volt
a pilóták mögött helyezték el az oxidálóanyag-tartályt
ezek mögött voltak a tüzelőanyag tartályok
az előbbi tartályok közötti alsó térben alakították ki a bombateret
ehhez kapcsolódott az ék alakú, hátrafelé nyilazott szárny (felhajtóerő növelése volt a cél)
a szárnyak és a tartályok között mindkét oldalon a behúzható futómű volt
- főhajtómű tolóereje: 100 tonna volt.

Az indítási folyamat bonyolult felépítésű szerkezettel történt. A ma megszokott szinte függőleges indítás helyett egy fokozatosan emelkedő pálya biztosította a célmagasság elérését. Az indítás speciális egysínes szerkezettel valósulhatott meg. A szerkezet részét képezte egy hatalmas gyorsító hajtóművel felszerelt szán. A szán 10 másodperc alatt 500 méter/secundum sebességre gyorsította fel a bombázót. A szán gyorsítójának kiégése után a további gyorsítást a főhajtómű végezte, fokozatosan emelve az Ezüstmadarat az űrbe. Az indítóállomás három kilométeres enyhén emelkedő egysínes pályáját előre betájolták a főcélpont irányába (ezt ma már kezdetlegesnek tekintjük).

### Alkalmazása és esélyei
Az Ezüstmadár elsősorban katonai célokat, nagyvárosok elpusztítását szolgált. A bevetésnek három módszerét alakították ki:
- egyenes rárepülés (kamikáze módban a pilóták katapultáltak volna a célpont bombázása után - garantált a pilóták elvesztése),
- csapásmérés utáni visszatérő (bombázás után 180°-os, 500 kilométeres sugarú fordulattal, fokozatos sebesség- és magasság-csökkentéssel tér vissza a bázisra)  és

- orbitális csapásmérés (hullámmozgással történő célpont elérés és a Földet megkerülő visszatérés).

Kockázatot jelentett volna, azaz rontotta volna a hatékony bevetés esélyét többek között az a tény, hogy a hőelnyelés problémáját a tervek részletesen nem taglalták. A hazatérést szinte lehetetlenné tette volna az üvegfelületeken történő tiszta kilátás hiánya (üvegfelületek folyamatos tisztításának hiánya).
Összefoglalva: Sänger ötlete az 1970-es években eljutott a megvalósításig, munkája megalapozta az űrutazás megvalósítását.A hajtóművel kapcsolatos ötletet a mai napig is használják.